# Subalogenuro
In chimica, un subalogenuro di solito si riferisce a composti inorganici che hanno un basso rapporto tra alogenuro e metallo, reso possibile dal legame metallo-metallo (o legame elemento-elemento per i non metalli), a volte esteso. Molti composti soddisfano questa definizione.

## Esempi
Il normale alogenuro del boro è BF3. Il boro forma molti subalogenuri: diversi B2X4, incluso il tetrafluoruro di diboro (B2F4) e anche il monofluoruro di boro (BF). L'alluminio forma anch'esso una varietà di subalogenuri. Per il gallio sono noti addotti del tetracloruro di digallio (Ga2Cl4). I subalogenuri del fosforo includono il tetraioduro di difosforo (P2I4), P4Cl2 e P7Cl3 (strutturalmente correlato a P73-). Per il bismuto, è stato successivamente dimostrato che il composto originariamente descritto come monocloruro di bismuto consisteva di cluster Bi95+ e anioni cloruro. Esistono molti subalogenuri di tellurio, inclusi il dicloruro di tritellurio (Te3Cl2), Te2X (X = Cl, Br, I) e due forme di ioduro di tellurio (TeI).